# Joey Pastrana
José Luis Pastrana Santos (Santurce, 21 de agosto de 1942-Fort Myers, 2 de febrero de 2014) más conocido como Joey Pastrana fue un músico y compositor puertorriqueño de género salsa.

## Biografía
Nació en Santurce. Desde su niñez, se radicó a Nueva York. Se estableció en el Harlem Hispano, y luego al Bronx. Se aficionó desde muy pronto por la música, en especial por los instrumentos de percusión, así que aprendió los pormenores de la conga, el bongo, la campana, los timbales y la batería. Pero además de su talento con la percusión, Joey fue un gran compositor, pues muchas de sus canciones fueron propias. Inició su carrera musical al lado de la banda de Bobby Valentín, con quien grabó en 1965 el álbum Ritmo pa'gozá/El mensajero, y realizó algunas composiciones para otro álbum de Bobby titulado Young Man with a Horn, pero se retiró para conformar su propio grupo, con el que grabó diez álbumes entre 1966 y 1978, seis de ellos para el sello Cotique, y George Goldner.
En los años sesenta se presentó el momento de plenitud del boogaloo, una fusión de música cubana con el rock and roll. Los exponentes más importantes de este ritmo son Pete Rodríguez, Johnny Colón, Joe Bataan, Joe Cuba, y Ricardo Ray & Bobby Cruz. Nuestro homenajeado también hace parte de este grupo selecto y talentoso, pues tuvo la capacidad creativa necesaria para encontrar un balance entre dos ritmos aparentemente tan distintos como los que logró fusionar. El primer gran éxito de Joey fue el tema "Rumbón melón", que hace parte de su primer álbum titulado Let's Ball, en el cual debutó el cantante puertorriqueño Ismael Miranda con tan solo 17 años. Luego vinieron temas como "That's How Rumors Start" (Así es como comienzan los rumores), "Orquesta Pastrana", "Malambo", "Joey's Thing", "Cha ca boom", "My girls", "Pastrana llegó", "Óyela" y "Tócame la campana".
Los cantantes de la orquesta de Joey también expresan la calidad de las interpretaciones: Ismael Miranda, Joe "Chombo" Rodríguez, Carlos Santos, Chivirico Dávila y Ramón Rodríguez. En los coros femeninos estaban Sonia Rivera y Becky Rivera, así como el cantante de los cantantes, Héctor Lavoe, quien hizo parte de dos de álbumes A comer y The Godfather, aunque no aparece en los créditos por derechos contractuales. Lavoe llegó a la Orquesta de Joey a reemplazar a Chivirico Dávila, pero ya había firmado previamente con Fania Records, así que no pudo continuar en la orquesta de Joey. Falleció en Fort Myers en Florida el 02 de 2014 tras sufrir derrame cerebral.